# سزاری ژاک
سزاری ژاک (انگلیسی: Cezary Żak؛ زادهٔ ۲۲ اوت ۱۹۶۱) بازیگر اهل لهستان است.
از فیلم‌ها یا برنامه‌های تلویزیونی که وی در آن نقش داشته‌است، می‌توان به دست‌به‌کار شو، برادر، کیلر، فرصت دوباره، دام، گوش آقای رئیس، کنترل، ما همه مسیح هستیم، سرهنگ کفیاتکوفسکی، سال‌های شیرین، ایمان سست، حوزه استحفاظی ۱۳، راز ساگال، پدر متیو، در خوشی و سختی، هتل ۵۲، انتقام، رنگ‌های خوشبختی و طایفه اشاره کرد.